# Чемпіонат Африки з футболу серед жінок
Чемпіонат Африки з футболу серед жінок (англ. African Women's Championship) — головне змагання африканських жіночих футбольних збірних. Турнір проводиться раз на два роки під егідою Конфедерації африканського футболу (CAF).

## Історія
До 1998 року кваліфікаційні змагання африканських збірних на чемпіонат світу серед жінок проводились вдома та на виїзді та проходили раз на чотири роки. У 1998 році було започатковано дворічний турнір чемпіонату Африки, який з 2016 року отримав свою сучасну назву — Кубок африканських націй серед жінок (WAFCON). Кваліфікаційними для відбору на чемпіонат світу стали лише ті турніри, які проходять за рік до мундіалю.

## Результати
| Рік         | Господар             | Фінал                | Фінал              | Фінал                | Матч за 3-тє місце | Матч за 3-тє місце | Матч за 3-тє місце |
| Рік         | Господар             | Переможець           | Рахунок            | Фіналіст             | 3 місце            | Рахунок            | 4 місце            |
| ----------- | -------------------- | -------------------- | ------------------ | -------------------- | ------------------ | ------------------ | ------------------ |
| 1998 Деталі | Нігерія              | Нігерія              | 2 — 0              | Гана                 | ДР Конго           | 3 — 3 (3 — 1 пен.) | Камерун            |
| 2000 Деталі | ПАР                  | Нігерія              | 2 — 0              | ПАР                  | Гана               | 6 — 3              | Зімбабве           |
| 2002 Деталі | Нігерія              | Нігерія              | 2 — 0              | Гана                 | Камерун            | 3 — 0              | ПАР                |
| 2004 Деталі | ПАР                  | Нігерія              | 5 — 0              | Камерун              | Гана               | 0 — 0 (6 — 5 пен.) | Ефіопія            |
| 2006 Деталі | Нігерія              | Нігерія              | 1 — 0              | Гана                 | ПАР                | 2 — 2 (5 — 4 пен.) | Камерун            |
| 2008 Деталі | Екваторіальна Гвінея | Екваторіальна Гвінея | 2 — 1              | ПАР                  | Нігерія            | 1 — 1 (5 — 4 пен.) | Камерун            |
| 2010 Деталі | ПАР                  | Нігерія              | 4 — 2              | Екваторіальна Гвінея | ПАР                | 2 — 0              | Камерун            |
| 2012 Деталі | Екваторіальна Гвінея | Екваторіальна Гвінея | 4 — 0              | ПАР                  | Камерун            | 1 — 0              | Нігерія            |
| 2014 Деталі | Намібія              | Нігерія              | 2 – 0              | Камерун              | Кот-д'Івуар        | 1 – 0              | ПАР                |
| 2016 Деталі | Камерун              | Нігерія              | 1 – 0              | Камерун              | Гана               | 1 – 0              | ПАР                |
| 2018 Деталі | Гана                 | Нігерія              | 0 — 0 (4 — 3 пен.) | ПАР                  | Камерун            | 4 – 2              | Малі               |
| 2022 Деталі | Марокко              | ПАР                  | 2 – 1              | Марокко              | Замбія             | 1 – 0              | Нігерія            |
| 2024 Деталі | Марокко              | Нігерія              | 3 – 2              | Марокко              | Гана               | 1 – 1 (4 — 3 пен.) | ПАР                |

## Досягнення
| # | Збірна               | Золото | Срібло | Бронза |
| - | -------------------- | ------ | ------ | ------ |
| 1 | Нігерія              | 10     | 0      | 1      |
| 2 | Екваторіальна Гвінея | 2      | 1      | 0      |
| 3 | ПАР                  | 1      | 4      | 2      |
| 4 | Камерун              | 0      | 3      | 3      |
| 5 | Гана                 | 0      | 3      | 4      |
| 6 | Марокко              | 0      | 2      | 0      |
| 7 | Замбія               | 0      | 0      | 1      |
| - | ДР Конго             | 0      | 0      | 1      |
| - | Кот-д'Івуар          | 0      | 0      | 1      |

## Кваліфікація до чемпіонату світу
| 1991 Деталі | Вдома і на виїзді | Нігерія | 2 — 0 4 — 0 | Камерун | Гвінея та Замбія |
| 1995 Деталі | Вдома і на виїзді | Нігерія | 4 — 1 7 — 1 | ПАР     | Ангола та Гана   |